# Meagen Fay
Meagen Fay, född 1 januari 1957 i Chicago, är en amerikansk skådespelare.
Fay har bland annat medverkat i TV-serierna Loot och Agent Carter. Han har även medverkat i filmen La La Land.

## Filmografi (i urval)
- 1998 – Rivierans guldgossar
- 2002–2004 – Malcolm – Ett geni i familjen (TV-serie)
- 2015 – Agent Carter (TV-serie)
- 2016 – La La Land
- 2021 – Dopesick (TV-serie)
- 2022 – Loot (TV-serie)